# Verbesina crocata
Verbesina crocata là một loài thực vật có hoa trong họ Cúc. Loài này được (Cav.) Less. miêu tả khoa học đầu tiên năm 1832.